# Грађанска кућа у Ул. Доситеја Обрадовића 29
Грађанска кућа у улици Доситеја Обрадовића 29 саграђена је крајем 20-их година ХХ века. Налази се у близини у градског сајмишта,  тачније преко пута главне сајамске хале. 

## Опис и архитектура
Зидана је као породична кућа у власништву тадашњег угледног трговца из Лесковца Гаврила Стојимировића. Поседује и двориште, а у склопу састава су  подрум, приземље и поткровље, наткривено мансардним кровом.
Унутрашњост  одликују веће просторије са подовима од паркета, док је спољашња декорација од малтера. У поткровљу је видљив завршни венац а  испод венца је широки фриз са капителима. Приметни су и рељефи са низовима балустера стационирани у висини парапета испод прозора.  Ово здање карактеришу одлике електицизма карактеристичног за међуратни период. 